# Leptobos
Leptobos — вимерлий рід великих плейстоценових биків, що мешкали в Європі і Азії. Вони досягали ваги в 320 кг. Його часто вважають предком бізонів. Він відомий з раннього плейстоцену Європи (віллафранкський ярус) і східного Середземномор'я, Індії (Шивалік) і Китаю.

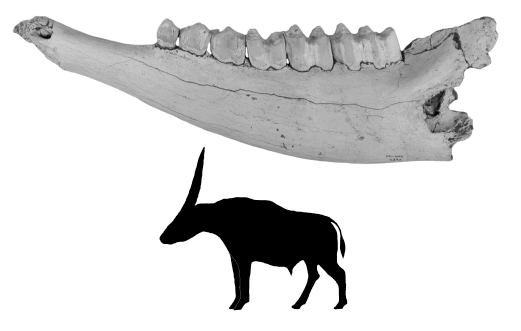
Нижня щелепа Leptobos etruscus і реконструкція силуету